# Forever Man (Album)
Forever Man ist ein Kompilationsalbum des britischen Rockmusikers Eric Clapton. Es erschien am 28. April 2015 unter dem Label Reprise Records.

## Inhalt und Gestaltung
Die Kompilation beinhaltet Titel, die Eric Clapton in über 30 Jahren als Solokünstler unter der Plattenfirma Reprise Records veröffentlicht hat. Auf der Doppel-CD und der digitalen Veröffentlichung sind sowohl Studio- als auch Live-Aufnahmen enthalten. Das 3-CD-Set verfügt darüber hinaus über Blues-Aufnahmen des Künstlers. Claptons mit dem Grammy Award prämierte Titel Bad Love, Change the World und Tears in Heaven sowie Stücke aus den mit dem Grammy ausgezeichneten Alben From the Cradle und Unplugged sind Bestandteil des Albums. Eine bislang unveröffentlichte Live-Version von Cocaine aus den Aufnahme-Sessions von 24 Nights befindet sich ebenfalls auf dem Album. Aufgenommen wurde sie am 18. Februar 1991 in der Royal Albert Hall. Die Liner Notes stammen von Rock-Journalist und Autor Malcolm Dome. Die Titelseite zeigt Clapton mit einer Martin 000-28EC Brazilian Rosewood Akustikgitarre in einem Wald. Ein ähnliches Bild verwendete Clapton bereits 2007 in seiner Autobiografie Mein Leben. Fotografiert wurde das Cover von Christopher Simon Sykes. Auf der ersten Seite der CD-Box befindet sich ein Foto der ikonischen Gibson ES-335 Cherry Red, die Clapton zu seiner Zeit mit Cream und nochmal während seiner Blues-Tournee im Jahr 1994 spielte. Vier Fotos von Claptons Bühnen-Performance aus den 80er- und 90er sowie den 2000er Jahren folgen. Diese wurden mitunter während der Journeyman World Tour getätigt und stammen aus den Konzertfilmen Live in Hyde Park von 1996 und Live from Madison Square Garden von 2009 sowie dem Musikvideo zu Blue Eyes Blue von 1999. Für die Gestaltung der Veröffentlichung dienten Lisa Glines und Stephen Walker. Neben Sykes trugen Danny Clinch, David Corio, Antoine Gyori, Michael Hashimoto, Gregory Malphurs, Jeffrey Mayer, Kevin Mazur und Neal Preston Bilder zu Forever Man bei.

Disc 1 – Studio
Disc 2 – Live
Disc 3 – Blues

## Besetzung, Produktion, Vermarktung
Die auf dem Album zu hörenden Musiker wurden in der Kompilation nicht aufgeführt, entsprechen jedoch der Besetzung der Original-Veröffentlichungen. Das Kompilationsalbum wurde von Steve Woolard produziert. Als Produktionsmanager war Jo Blair tätig. Projekt-Assistenten waren Kate Dear und Tim Fraser Harding. Der US-amerikanische, auf 3D-Kreidemalerei spezialisierte Künstler Chris Carlson interpretierte das Albumcover, indem er Clapton samt Gitarre und Baumstamm komplett aus Kreide zeichnete. Aufgenommen wurde die Arbeit in einem Zeitraffer. Eine schnellere und verkürzte Version des Videos wurde hauptsächlich für Internetwerbung genutzt. Ein zweiter Werbefilm für Internet und Fernsehen bestand aus Mitschnitten verschiedener Musikvideos; unter anderem zu den Titeln Wonderful Tonight und Behind the Mask. Ein Erzähler gab Informationen zu den Liedern und dem Album in Zwischensequenzen wieder. In Mexiko wurde eine Werbekampagne in der Tageszeitung El Universal gestartet, die über zwei Wochen lief und Schätzungen zufolge eine halbe Million Leser erreichte. Die Werbung für das Album bestand aus dem Cover der Erscheinung sowie einer Auswahl der auf der Veröffentlichung enthaltenen Lieder. In den japanischen Großstädten Tokio, Yokohama und Osaka wurde das Album nicht nur in Zeitungen vermarktet, sondern auch auf der Straße. So wurden Omnibusse mit dem Cover des Albums lackiert und Plakate an Bushaltestellen ausgehängt. Das Album wurde ebenfalls während der 70th Birthday Celebration-Tournee im Jahr 2015 promoted.

## Veröffentlichung
Die Vorbestellung des Albums startete am 17. März 2015. Zur Vorbestellung der 3-CD- und LP-Version konnte man zusätzlich ein T-Shirt, eine Lithografie (18″ × 24″) sowie eine Tasse mit dem Cover bestellen. Am 28. April 2015 erschien das Album in den Vereinigten Staaten sowie Kanada und Mexiko. In Deutschland erschien das Album am 8. Mai des Jahres. Am 9. Mai 2015 erschien das Album in Italien. Für alle weiteren Gebiete der Welt wurde das Album am 11. Mai 2015 veröffentlicht. In Großbritannien markierte Forever Man Claptons 25. Album in den Top 10 der britischen Musikcharts bei 8.690 verkauften Einheiten in der ersten Woche.

## Titellisten

### 3-CD und Download
| Nr.          | Titel                                 | Autor(en)                                          | aus der Veröffentlichung                      | Länge |
| ------------ | ------------------------------------- | -------------------------------------------------- | --------------------------------------------- | ----- |
| 1.           | Gotta Get Over                        | Doyle Bramhall II • Justin Stanley • Nikka Costa   | Old Sock                                      | 4:36  |
| 2.           | I’ve Got a Rock ’n’ Roll Heart        | Eddie Sester • Steve Diamond • Troy Seals          | Money and Cigarettes                          | 3:15  |
| 3.           | Run Back to Your Side                 | Doyle Bramhall II • Eric Clapton                   | Clapton                                       | 5:17  |
| 4.           | Tears in Heaven                       | Eric Clapton • Will Jennings                       | Music from the Motion Picture Soundtrack RUSH | 4:32  |
| 5.           | Call Me the Breeze                    | J.J. Cale                                          | The Breeze – An Appreciation of JJ Cale       | 3:05  |
| 6.           | Forever Man                           | Jerry Lynn Williams                                | Behind the Sun                                | 3:12  |
| 7.           | Believe in Life                       | Eric Clapton                                       | Reptile                                       | 5:06  |
| 8.           | Bad Love                              | Eric Clapton • Mick Jones                          | Journeyman                                    | 5:09  |
| 9.           | My Father’s Eyes                      | Eric Clapton                                       | Pilgrim                                       | 5:23  |
| 10.          | Anyway the Wind Blows (mit J.J. Cale) | J.J. Cale                                          | The Road to Escondido                         | 3:56  |
| 11.          | Travelin’ Alone                       | Melvin Jackson                                     | Clapton                                       | 3:55  |
| 12.          | Change the World                      | Gordon Kennedy • Tommy Sims • Wayne Kirkpatrick    | Phenomenon OST                                | 3:55  |
| 13.          | Behind the Mask                       | Chris Mosdell • Ryūichi Sakamoto • Michael Jackson | August                                        | 4:48  |
| 14.          | It’s in the Way That You Use It       | Eric Clapton • Robbie Robertson                    | August                                        | 4:13  |
| 15.          | Pretending                            | Jerry Lynn Williams                                | Journeyman                                    | 4:43  |
| 16.          | Riding with the King (mit B. B. King) | John Hiatt                                         | Riding with the King                          | 4:23  |
| 17.          | Circus                                | Eric Clapton                                       | Pilgrim                                       | 4:09  |
| 18.          | Revolution (Album Edit)               | Eric Clapton • Simon Climie                        | Back Home                                     | 4:01  |
| Gesamtlänge: | Gesamtlänge:                          | Gesamtlänge:                                       | Gesamtlänge:                                  | 77:38 |

| Nr.          | Titel                                                        | Autor(en)                              | aus der Veröffentlichung        | Länge |
| ------------ | ------------------------------------------------------------ | -------------------------------------- | ------------------------------- | ----- |
| 1.           | Badge (Live 1991)                                            | Eric Clapton • George Harrison         | 24 Nights                       | 6:54  |
| 2.           | Sunshine of Your Love (Live 1991)                            | Eric Clapton • Jack Bruce • Pete Brown | 24 Nights                       | 8:52  |
| 3.           | White Room (Live 1991)                                       | Jack Bruce • Pete Brown                | 24 Nights                       | 6:06  |
| 4.           | Wonderful Tonight (Live 1991)                                | Eric Clapton                           | 24 Nights                       | 8:59  |
| 5.           | Worried Life Blues (Live 1991)                               | Big Maceo Merriweather                 | 24 Nights                       | 5:18  |
| 6.           | Cocaine (Live 1991)                                          | J.J. Cale                              | EC Access Exclusive             | 5:06  |
| 7.           | Layla (Live – Unplugged)                                     | Eric Clapton • Jim Gordon              | Unplugged                       | 4:30  |
| 8.           | Nobody Knows You When You’re Down and Out (Live – Unplugged) | Jimmy Cox                              | Unplugged                       | 3:50  |
| 9.           | Walkin’ Blues (Live – Unplugged)                             | Robert Johnson                         | Unplugged                       | 3:43  |
| 10.          | Them Changes (Live 2008) (mit Steve Winwood)                 | Buddy Miles                            | Live from Madison Square Garden | 4:59  |
| 11.          | Presence of the Lord (Live 2008) (mit Steve Winwood)         | Eric Clapton                           | Live from Madison Square Garden | 5:11  |
| 12.          | Hoochie Coochie Man (Live 2001)                              | Willie Dixon                           | One More Car, One More Rider    | 4:35  |
| 13.          | Goin’ Down Slow (Live 2001)                                  | James „St. Louis Jimmy“ Oden           | One More Car, One More Rider    | 5:41  |
| 14.          | Over the Rainbow (Live 2001)                                 | E.Y. Harburg • Harold Arlen            | One More Car, One More Rider    | 5:14  |
| Gesamtlänge: | Gesamtlänge:                                                 | Gesamtlänge:                           | Gesamtlänge:                    | 78:58 |

| Nr.          | Titel                                  | Autor(en)                       | aus der Veröffentlichung | Länge |
| ------------ | -------------------------------------- | ------------------------------- | ------------------------ | ----- |
| 1.           | Before You Accuse Me                   | Elias McDaniel                  | Journeyman               | 3:57  |
| 2.           | Last Fair Deal Gone Down               | Robert Johnson                  | Me and Mr. Johnson       | 2:35  |
| 3.           | Hold On, I’m Comin’ (mit B.B. King)    | David Porter • Isaac Hayes      | Riding with the King     | 6:19  |
| 4.           | Terraplane Blues                       | Robert Johnson                  | Sessions for Robert J    | 3:36  |
| 5.           | It Hurts Me Too                        | Melvin London                   | From the Cradle          | 3:19  |
| 6.           | Little Queen of Spades                 | Robert Johnson                  | Me and Mr. Johnson       | 4:59  |
| 7.           | Third Degree                           | Eddie Boyd • Willie Dixon       | From the Cradle          | 5:11  |
| 8.           | Motherless Child                       | Arr. von Eric Clapton           | From the Cradle          | 2:57  |
| 9.           | Sportin’ Life Blues (mit J.J. Cale)    | Brownie McGhee                  | The Road to Escondido    | 3:31  |
| 10.          | Ramblin’ on My Mind                    | Robert Johnson                  | Sessions for Robert J    | 2:44  |
| 11.          | Stop Breakin’ Down Blues               | Robert Johnson                  | Me and Mr. Johnson       | 2:30  |
| 12.          | Everybody Oughta Make a Change         | Sleepy John Estes               | Money and Cigarettes     | 3:18  |
| 13.          | Sweet Home Chicago                     | Robert Johnson                  | Sessions for Robert J    | 5:17  |
| 14.          | If I Had Possession Over Judgement Day | Robert Johnson                  | Me and Mr. Johnson       | 3:28  |
| 15.          | Hard Times Blues                       | Lane Hardin                     | Clapton                  | 3:42  |
| 16.          | Got You on My Mind                     | Howard Biggs • Joe Thomas       | Reptile                  | 4:30  |
| 17.          | I’m Tore Down                          | Sonny Thompson                  | From the Cradle          | 3:03  |
| 18.          | Milkcow’s Calf Blues                   | Robert Johnson                  | Sessions for Robert J    | 3:49  |
| 19.          | Key to the Highway (mit B.B. King)     | Charles Segar • William Broonzy | Riding with the King     | 3:40  |
| Gesamtlänge: | Gesamtlänge:                           | Gesamtlänge:                    | Gesamtlänge:             | 72:25 |

### 2-CD und Download
| Nr.          | Titel                                 | Autor(en)                                          | aus der Veröffentlichung                | Länge |
| ------------ | ------------------------------------- | -------------------------------------------------- | --------------------------------------- | ----- |
| 1.           | Gotta Get Over                        | Doyle Bramhall II • Justin Stanley • Nikka Costa   | Old Sock                                | 4:36  |
| 2.           | I’ve Got a Rock ‘n’ Roll Heart        | Eddie Sester • Steve Diamond • Troy Seals          | Money and Cigarettes                    | 3:15  |
| 3.           | Anyway the Wind Blows (mit J.J. Cale) | J.J. Cale                                          | The Road to Escondido                   | 3:56  |
| 4.           | My Father’s Eyes                      | Eric Clapton                                       | Pilgrim                                 | 5:23  |
| 5.           | Motherless Child                      | Arr. von Eric Clapton                              | From the Cradle                         | 2:57  |
| 6.           | Pretending                            | Jerry Lynn Williams                                | Journeyman                              | 4:43  |
| 7.           | Little Queen of Spades                | Robert Johnson                                     | Me and Mr. Johnson                      | 4:59  |
| 8.           | Bad Love                              | Eric Clapton • Mick Jones                          | Journeyman                              | 5:09  |
| 9.           | Behind the Mask                       | Chris Mosdell • Ryūichi Sakamoto • Michael Jackson | August                                  | 4:48  |
| 10.          | Tears in Heaven                       | Eric Clapton • Will Jennings                       | Rush                                    | 4:32  |
| 11.          | Change the World                      | Gordon Kennedy • Tommy Sims • Wayne Kirkpatrick    | Phenomenon OST                          | 3:55  |
| 12.          | Call Me the Breeze                    | J.J. Cale                                          | The Breeze – An Appreciation of JJ Cale | 3:05  |
| 13.          | Forever Man                           | Jerry Lynn Williams                                | Behind the Sun                          | 3:12  |
| 14.          | Riding with the King (mit B.B. King)  | John Hiatt                                         | Riding with the King                    | 4:23  |
| 15.          | It’s in the Way That You Use It       | Eric Clapton • Robbie Robertson                    | August                                  | 4:13  |
| 16.          | Circus                                | Eric Clapton                                       | Pilgrim                                 | 4:09  |
| 17.          | Got You On My Mind                    | Howard Biggs • Joe Thomas                          | Reptile                                 | 4:30  |
| 18.          | Travelin’ Alone                       | Melvin Jackson                                     | Clapton                                 | 3:55  |
| 19.          | Revolution (Album Edit)               | Eric Clapton • Simon Climie                        | Back Home                               | 4:01  |
| Gesamtlänge: | Gesamtlänge:                          | Gesamtlänge:                                       | Gesamtlänge:                            | 79:41 |

- CD 2 ist identisch mit CD 2 der 3-CD-Veröffentlichung.

### Schallplatte
| Nr.          | Titel                                 | Autor(en)                                        | Länge |
| ------------ | ------------------------------------- | ------------------------------------------------ | ----- |
| 1.           | Gotta Get Over                        | Doyle Bramhall II • Justin Stanley • Nikka Costa | 4:36  |
| 2.           | I’ve Got a Rock ’n’ Roll Heart        | Eddie Sester • Steve Diamond • Troy Seals        | 3:15  |
| 3.           | Anyway the Wind Blows (mit J.J. Cale) | J.J. Cale                                        | 3:56  |
| 4.           | My Father’s Eyes                      | Eric Clapton                                     | 5:23  |
| 5.           | Motherless Child                      | Arr. von Eric Clapton                            | 2:57  |
| Gesamtlänge: | Gesamtlänge:                          | Gesamtlänge:                                     | 20:07 |

| Nr.          | Titel                  | Autor(en)                                          | Länge |
| ------------ | ---------------------- | -------------------------------------------------- | ----- |
| 1.           | Pretending             | Jerry Lynn Williams                                | 4:43  |
| 2.           | Little Queen of Spades | Robert Johnson                                     | 4:59  |
| 3.           | Bad Love               | Eric Clapton • Mick Jones                          | 5:09  |
| 4.           | Behind the Mask        | Chris Mosdell • Ryūichi Sakamoto • Michael Jackson | 4:48  |
| Gesamtlänge: | Gesamtlänge:           | Gesamtlänge:                                       | 19:39 |

| Nr.          | Titel                                | Autor(en)                                       | Länge |
| ------------ | ------------------------------------ | ----------------------------------------------- | ----- |
| 1.           | Tears in Heaven                      | Eric Clapton • Will Jennings                    | 4:32  |
| 2.           | Change the World                     | Gordon Kennedy • Tommy Sims • Wayne Kirkpatrick | 3:55  |
| 3.           | Call Me the Breeze                   | J.J. Cale                                       | 3:05  |
| 4.           | Forever Man                          | Jerry Lynn Williams                             | 3:12  |
| 5.           | Riding with the King (mit B.B. King) | John Hiatt                                      | 4:23  |
| Gesamtlänge: | Gesamtlänge:                         | Gesamtlänge:                                    | 19:07 |

| Nr.          | Titel                           | Autor(en)                       | Länge |
| ------------ | ------------------------------- | ------------------------------- | ----- |
| 1.           | It’s in the Way That You Use It | Eric Clapton • Robbie Robertson | 4:13  |
| 2.           | Circus                          | Eric Clapton                    | 4:09  |
| 3.           | Got You on My Mind              | Howard Biggs • Joe Thomas       | 4:30  |
| 4.           | Travelin’ Alone                 | Melvin Jackson                  | 3:55  |
| 5.           | Revolution (Album Edit)         | Eric Clapton • Simon Climie     | 4:01  |
| Gesamtlänge: | Gesamtlänge:                    | Gesamtlänge:                    | 20:48 |

## Kritikerstimmen
SWR1-Musikexperte Günter Schneidewind bezeichnete die Kompilation in der Sendung Kaffee oder Tee als „opulentes Werk“ und findet, dass Forever Man Claptons „Lebenswerk darstell[e]“. Musik-Kritiker Peter Hollecker der Website My Revelations lobt die Intensität und den Umfang des Albums, vermisst jedoch einen „zeitliche[n] roter Faden“ und Songs aus Claptons früher Karriere. Der Rock-Kritiker Dennis Sahl vergab die Höchstpunktzahl von 5 für das Album und äußerte sich sehr positiv zur Erscheinung: „Für diejenigen, die noch nicht alle Clapton CDs der letzten 30 Jahre in ihrem Regal haben, ist “Forever Man” ein absoluter Kauftipp. Der Preis ist überaus fair, die Zusammenstellung überzeugt. Hervorragend gelungen ist auch der Mix von Live- und Studioaufnahmen. Und vielleicht eröffnet das Album auch jenen, die Claptons Musik bisher nicht kennen einen Zugang zum Schaffen des britischen Musikers.“ Kritiker der Musikwebsite Allmusic finden, dass die Blues-CD eine „schöne Erweiterung der Studio- und Live-Aufnahmen“ sei. Zwar macht die „CD-Verteilung theoretisch Sinn“, so die Kritiker, jedoch sei es „praktisch etwas seltsam“, da die Titel zwischen „so vielen Ären“ wechseln. Des Weiteren wird kritisiert, dass keine Erfolgstitel der 70er Jahre auf dem Album enthalten sind. Es handele sich bei Forever Man um eine „kaum vermasselt[e] Kompilation“ und bietet viel für das Geld. Jedoch gäbe es am Ende „mehr Fragen als Antworten“. Abschließend vergaben die Kritiker 3.5 der 5 möglichen Bewertungseinheiten. Der Kritiker Michael Köhler der Musikzeitschrift Classic Rock vergab 9 von 10 Punkten für Forever Man.

„Ein vortrefflicher und clever zusammengestellter Überblick, der Claptons Ausnahmestellung und seine unbändige Lust mehr als nur ein einziges Genre zu erkunden in einem schillernden Reigen auffächert, der mehr zu bieten hat als eine blasse Aneinandereihung seiner Hits. Das hat Stil und Klasse.“

Hal Horowitz vom American Songwriter findet zwar, dass die Veröffentlichung einige Diamanten beinhalte, jedoch nicht richtig in Clapton voluminösen Katalog hinein reicht. Insgesamt bewertete er die Kompilation mit 3 von 5 möglichen Sternen. Journalist Alex Hudson des kanadischen Musikmagazins Exclaim lobt, dass die Kompilation nicht nur eine Zusammenstellung von üblichen Hits sei, sondern verschiedene Bereiche abdecke. Kriktiker Jan Woelfer von Triggerfish findet, dass die Kompilation „schlicht und einfach“ sei. Weiter betont er, dass es „Anreiz gäbe die Erscheinung zu kaufen“, jedoch hätten auf der „Live-CD unveröffentlichte Live-Aufnahmen mehr Anreiz“ geschaffen. In puncto Musik vergab er 5 von 6 Punkte für das Album und 3 von 6 Einheiten für das Konzept von Forever Man. Kritiker von CD Starts finden, dass die Kompilation einen „wirklich umfassender Einblick in das Schaffen des Engländers [gäbe], bei dem keine Phase ausgelassen wird“. Sie vergaben 8 von 10 Punkten.